# Куково (Московская область)
Куково — деревня в Зарайском районе Московской области, в составе муниципального образования сельское поселение Каринское (до 29 ноября 2006 года входила в состав Авдеевского сельского округа), деревня связана автобусным сообщением с райцентром и соседними населёнными пунктами.

## География
Куково расположено в 8 км на юг от Зарайска, на правом берегу реки Осётр, у впадения притока верхний Осётрик, высота центра деревни над уровнем моря — 146 м.

## Население
| 2002 | 2006 | 2010 |
| ---- | ---- | ---- |
| 55   | ↗61  | ↗76  |

## История
Куково впервые в исторических документах упоминается в Приправочных книгах 1616 года, уже как село. В 1790 году в селе числилось 21 двор и 149 жителей, в 1858 году — 22 двора и 98 жителей, в 1884 году — 147 жителей;, в 1906 году — 27 дворов и 154 жителя. В 1930 году был образован колхоз им. Кагановича, с 1961 года — в составе совхоза «Авдеевский».
Деревянная Успенская церковь в селе впервые упоминается в 1616 году. Новое здание, в стиле провинциального барокко, было построено в 1755 году, в 1930-х годах церковь закрыта. На 2016 год отремонтирована, действует, памятник архитектуры местного значения. На местном кладбище, на семейном месте, был похоронен Василий Васильевич Селиванов.